# Clarence J. Brown

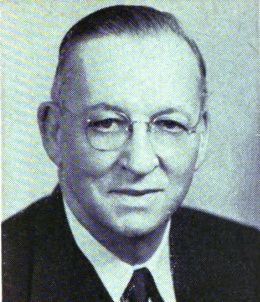
Clarence J. Brown 1961.

Clarence J. Brown, född 14 juli 1893, död 23 augusti 1965, var en amerikansk tidningsägare och politiker.
Brown var 1915-1917 statistiker och från 1917 ledare för tidningskoncernen The Brown Publishing Company i Ohio. Han var republikan och invaldes 1938 i USA:s representanthus och spelade en ganska betydande roll inom partiet.